# Chris Jordan
Chris Jordan-Bloch, Geburtsname Chris Jordan, (* 1963 in San Francisco) ist ein Filmemacher, Fotograf und Sozial- und Umweltaktivist in Oklahoma. Er arbeitet als Produzent für die Organisation Earthjustice und lebt in Seattle.

## Leben
Chris Jordan machte im Jahr 2003 einen Abschluss an der University of Washington und betätigte sich anschließend als Zeitungsfotograf und Journalist im  Multimediabereich. Er hat für Zeitungen in Illinois, Oregon, Montana und Kalifornien gearbeitet, ehe er 2010 zu Earthjustice kam. 2012 wurden zwei seiner Filme (An Ill Wind und Finding Their Way) für das Wild and Scenic Film Festival nominiert. Seine Arbeiten wurden im Best of Photojournalism, der National Press Photographers Association, dem Atlanta Photojournalism Seminar, dem Eddie Adams Workshop, der Associated Press und der San Francisco Bay Area Press Photographers Association gewürdigt. Jordan-Bloch sieht die Kombination von Aktivismus und multimedialem Geschichtenerzählen als gute Ausgangslage, um etwas zu verändern.
Seit 2011 ist er mit Sara Bloch verheiratet und trägt seither den Namen Chris Jordan-Bloch.

## Arbeiten (Auswahl)
- Muster im Müll des Massenkonsums (Fotoserie von 2003 bis 2005) Originaltitel: Intolerable Beauty: Portraits of American Mass Consumption.[5][6]
- In Katrina’s Wake: Portraits of Loss from an Unnatural Disaster (2005) Serie von Photographien nach Katarina 2005.[7]
- Running The Numbers I Ein amerikanisches Selbstporträt (2006–2009)[8]
- Midway (2009–2013) Eine Dokumentation über die am Plastik-Müll im Meer leidenden Albatrosse auf Midway im Südpazifik.[9][10][11]